# IEC 60870-5
Стандарт IEC 60870-5 визначає базовий протокол передачі простих повідомлень для віддаленого контролю між двома системами, який базується на використанні постійного з'єднання передачі даних між системами. Технічний комітет 57 IEC (Робоча група 03) розробили стандарти протоколів для Телекерування, Телезахисту та суміжні протоколи передачі даних і керування для систем електроенергетики. В результаті цієї роботи був створений стандарт IEC 60870-5. Стандарт 60870-5 визначений в п'яти документах:
- IEC 60870-5-1 Transmission Frame Formats — Формати пакетів передачі даних
- IEC 60870-5-2 Data Link Transmission Services — Послуги каналів зв'язку передачі даних
- IEC 60870-5-3 General Structure of Application Data — Загальна структура прикладних даних
- IEC 60870-5-4 Definition and coding of Information Elements — Визначення та кодування інформаційних елементів
- IEC 60870-5-5 Basic Application Functions — Основні функції застосунків